# Мостовщиков, Сергей Александрович
Сергей Александрович Мостовщиков (род. 18 мая 1966, Москва) — российский журналист и телеведущий, редактор, колумнист, фотограф.

## Биография
Родился в семье известного журналиста Александра Мостовщикова и директора школы № 1032, учителя русского языка и литературы  Л.В. Мостовщиковой.
После службы в армии в течение восьми лет обучался на журфаке заочно. Был отчислен с четвёртого курса. В этот период начал работать в ведущих российских изданиях.
Сергей Мостовщиков работал корреспондентом отдела информации газеты «Труд», корреспондентом, а затем и специальным корреспондентом газеты «Известия», спецкором ИД «Коммерсантъ», главным редактором журнала «Столица» (1996—1997), заместителем главного редактора еженедельника «Московские новости», заместителем главного редактора журнала «Эксперт», главным редактором еженедельника «Большой город» (2002—2003), главным редактором журнала «Men’s Health» (2003—2004), главным редактором художественно-публицистического еженедельника «Новый Очевидец» (2004), сатирического журнала «Крокодил» (2005—2008), газеты «Правое дело» (2011), издательского дома «Провинция» (2011—2012). Вёл авторскую программу «Депрессия» на телеканале «НТВ» (2000—2001).
Под началом С. Мостовщикова журнал «Столица» с января по ноябрь 1997 года выходил нерегулярно. После ухода основателя журнала Андрея Мальгина было выпущено 23 номера. В конце 1997 года издательский дом «Коммерсантъ» принял решение о закрытии проекта — как полагает А. Тимофеевский, «в момент её робкого расцвета, когда туда наконец пошла реклама». «Столица» в версии Мостовщикова рассматривается некоторыми экспертами как одно из наиболее ярких явлений российской журналистики 1990-х годов; в то же время Валерий Панюшкин полагает, что это было издание «о тысяче человек для тысячи человек»: «„Столица“ была даже не журнал, а клуб, где ты можешь делать что угодно, но никак не можешь выйти». «Столица» прославилась акцией «Вас здесь не стояло» или «Долой царя»: журналисты открыто выступили против установки памятника Петру I работы Зураба Церетели на набережной Москвы-реки. Их призыв демонтировать памятник нашел такой широкий отклик среди москвичей, что власти были вынуждены созвать специальную комиссию для обсуждения этого вопроса.
Журнал «Большой город», впервые появившийся в городских кафе в виде бесплатного городского издания — ещё один проект Сергея Мостовщикова. Впоследствии журнал был перекуплен ИД «Афиша Industries» и изменён, но Мостовщиков участвовать в этом отказался.
Другим проектом Сергея Мостовщикова стало возрождение журнала «Крокодил». Издаваемый на специальной ретро-бумаге, запечатанный в конверт, «Крокодил» образца 2005—2008 годов продолжил традицию сатирического изображения действительности в тексте и карикатуре. Впоследствии под редакцией Мостовщикова вышла серия книг «История глазами „Крокодила“. XX век», в которой были опубликованы репродукции карикатур советского «Крокодила» (с 1920-х по 1990-е годы), а также книга-альбом — «Победа в рисунках и карикатурах журнала „Крокодил“» (карикатуры времён Великой Отечественной войны).
В марте 2010 года Сергей Мостовщиков вернулся в «Известия», где был назначен заместителем главного редактора. В июне 2011 года в результате коммерческой сделки «Известия» были проданы и переданы в ведение медиа-менеджера Арама Габрелянова, редакцию выселили из исторического здания на Пушкинской площади, журналистов грозили превратить в менеджеров и заставить работать в «опенспейсах». В разгоревшемся конфликте Мостовщиков представлял интересы коллектива газеты (около двухсот человек), который воспротивился переменам; был избран ими своим представителем. Репутационного краха издания предотвратить не удалось, но благодаря вмешательству Мостовщикова все уволенные и добровольно ушедшие «известинцы» получили компенсации.
Сергей Мостовщиков также известен своей работой в «Российском фонде помощи», где соединил журналистику с благотворительной сферой. Для «Русфонда» он писал заметки о тяжелобольных детях и их семьях, проводил фотовыставки для привлечения внимания общественности к проблемам детей с инвалидностью. В 2019 году запустил и возглавил информационный бюллетень доноров костного мозга «Кровь5». Организовал первую в России экспедицию доноров костного мозга «Совпадение» с целью объехать около сотни городов и сёл, лично встретиться с тысячами россиян, чтобы рассказать о феномене донорства костного мозга, помочь добровольцам вступить в национальный Регистр доноров костного мозга.

## Награды
В 2010 году Сергей Мостовщиков, Андрей Иллеш и Александр Костриков были награждены премией Правительства Российской Федерации в области печатных средств массовой информации за спецвыпуск «Известия — Победа».

## Фотография
За время работы в «Русфонде» Сергей Мостовщиков создал серию фоторабот, посвящённых детям с инвалидностью и их семьям. Они сопровождали его публикации в газетах «Коммерсантъ», «Новая газета», на портале Lenta.ru. В сентябре 2019 года они были также представлены на фотовыставке «Люди особого назначения» в столичном Саду имени Баумана.
Ведёт свой фотоблог.

## Семья
- Отец — журналист Александр Мостовщиков (1939—1997).
- Является свояком (мужем сестры жены) Рустама Арифджанова, известного журналиста, политолога и писателя.
- Имеет троих детей.